# JR貨物V19B形コンテナ
JR貨物V19B形コンテナ（JRかもつV19Bがたコンテナ）は、日本貨物鉄道（JR貨物）が製造した12ft片側側面、片側妻面開き通風コンテナである。
0番台と5000番台が存在する。

## 概要

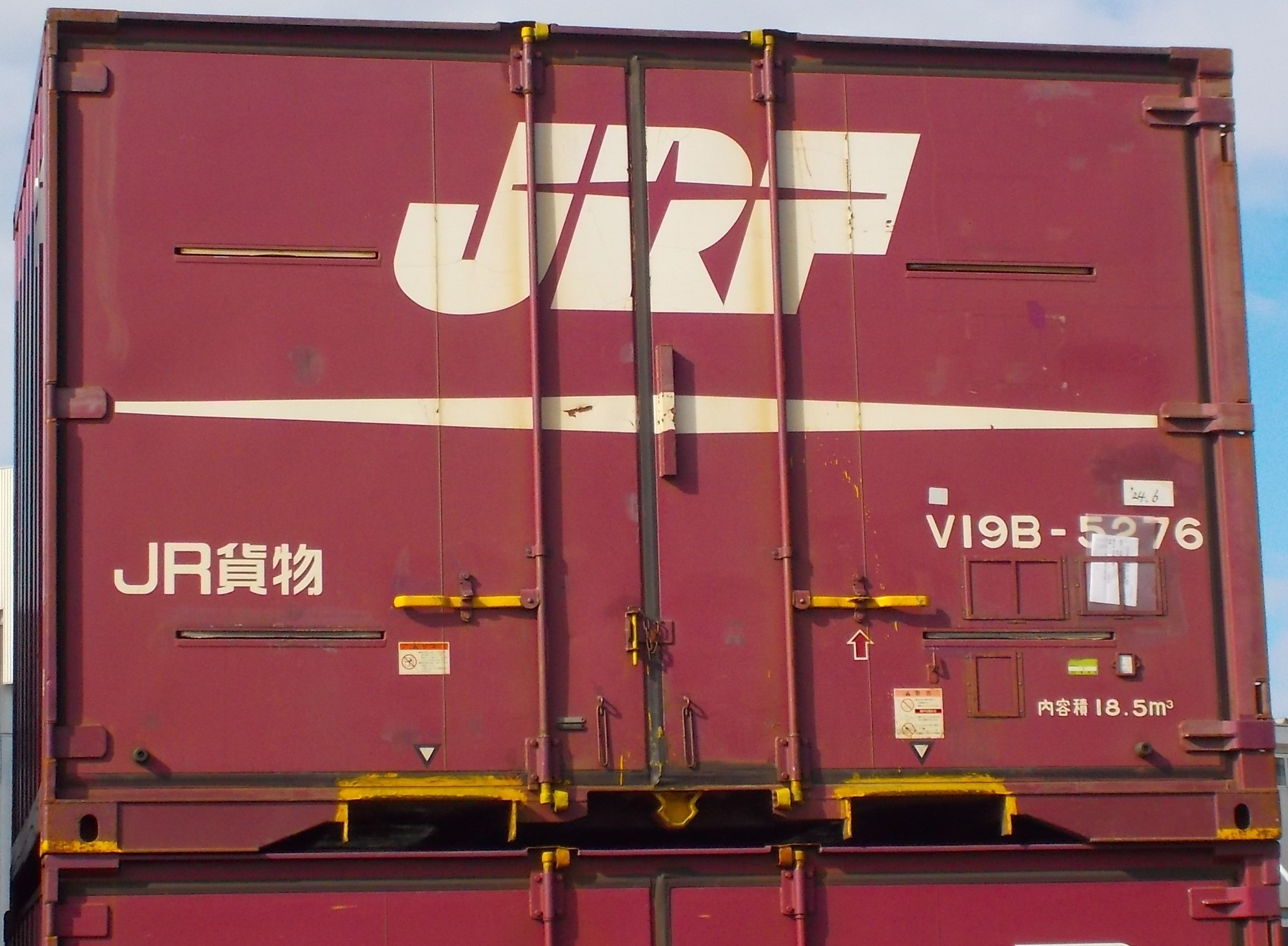
5000番台東急車両製 V19B-5276（埼玉県／蓮田駅にて、2024年2月28日撮影）
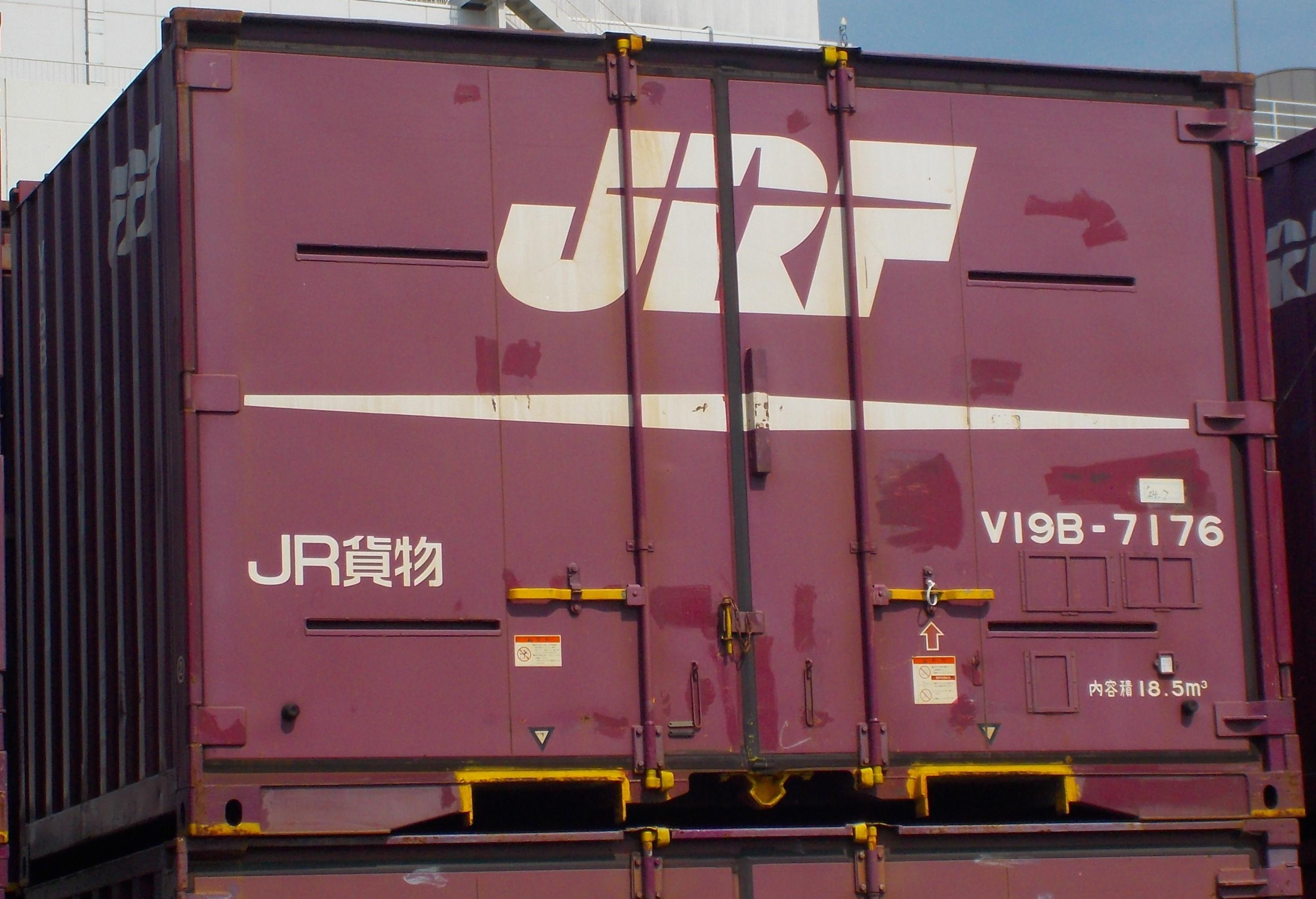
5000番台CIMC製 V19B-7176（茨城県／土浦貨物駅にて、2024年7月30日撮影）

2003年（平成15年）度にV18A形、V18B形取替用を目的として800個が製作された。その後2004年（平成16年）度1,000個、2005年（平成17年）度1,500個、2008年（平成20年）度200個が製造された。
2008年（平成20年）度より5000番台が製造され、同年度に1,400個、2009年（平成21年）度600個、2010年（平成22年）度200個の合計5,700個が製造された。なお、V18A形、V18B形の置き換えが完了したことから、これ以降増備はされていない。
製造は東急車輛製造大阪製作所及び和歌山製作所と中国国際海運集装箱（CIMC）である。
内法寸法は高さ2,228 mm、幅2,314 mm、長さ3,587 mm。最大積載重量は5 t。

## 現状
- 2012年（平成24年）度以降、1~1600の現役個体に対し2016年（平成28年）度頃までに、内貼り板を張り替えた。これらの個体には、○の内側に「いた」と書かれたシールが張られた。その後も1601以降の一部の個体に同様の工事が進められている。
- 2016年（平成28年）度以降、V19C形や20G形などで老朽化による安全上の瑕疵や、多額の補修費が掛かる個体の置き換えが進み、用途廃止・廃棄が進んでいる。
- 2025年（令和7年）4月5日現在、2,711個が使用されている[4]。
- 旧東急車輛製造の個体（1～1990と、2001～2900と、3001～3300までの3190個）は、アスベスト含有の為、順に解体処分されている。